# Acacia sanguinea
Acacia sanguinea é uma espécie de leguminosa do gênero Acacia, pertencente à família Fabaceae.